# Condado de Lyman
O Condado de Lyman é um dos 66 condados do Estado americano da Dakota do Sul. A sede do condado é Kennebec, e sua maior cidade é Kennebec. O condado possui uma área de 4 421 km² (dos quais 174 km² estão cobertos por água), uma população de 3 895 habitantes, e uma densidade populacional de 1 hab/km² (segundo o censo nacional de 2000).